# Mystrocnemis flavovittata
Mystrocnemis flavovittata is een keversoort uit de familie boktorren (Cerambycidae). De wetenschappelijke naam van de soort is voor het eerst geldig gepubliceerd in 1882 door Quedenfeldt.